# Asim Škaljić
Asim Škaljić (ur. 9 sierpnia 1981 w Mostarze) – bośniacki piłkarz grający na pozycji obrońcy. Obecnie jest zawodnikiem klubu FK Željezničar.

## Kariera piłkarska
Škaljić jest wychowankiem klubu Velež Mostar. W 2004 roku zdecydował się na wyjazd do Szwajcarii. Występował najpierw w FC Sion, a przez ostatnie pół roku w FC Chiasso. Zimą 2008 roku powrócił do rodzinnego kraju. Grał najpierw w Velež Mostar, a następnie w Olimpiku Sarajewo. Latem 2013 roku został piłkarzem FK Željezničar.

## Kariera reprezentacyjna
W reprezentacji Bośni i Hercegowiny zadebiutował 21 sierpnia 2002 roku w towarzyskim meczu z reprezentacją Jugosławii. Na boisku pojawił się w 76 minucie meczu.
| Mecze i gole w reprezentacji | Mecze i gole w reprezentacji | Mecze i gole w reprezentacji   | Mecze i gole w reprezentacji | Mecze i gole w reprezentacji | Mecze i gole w reprezentacji | Mecze i gole w reprezentacji |
| #                            | Data                         | Stadion                        | Rywal                        | Wynik                        | Gol                          | Rozgrywki                    |
| 2002                         | 2002                         | 2002                           | 2002                         | 2002                         | 2002                         | 2002                         |
| ---------------------------- | ---------------------------- | ------------------------------ | ---------------------------- | ---------------------------- | ---------------------------- | ---------------------------- |
| 1.                           | 21.08.2002                   | Sarajewo, Bośnia i Hercegowina | Jugosławia                   | 0:2                          | 0                            | towarzyski                   |

## Sukcesy
Sion
- Puchar Szwajcarii: 2006